# Spektr

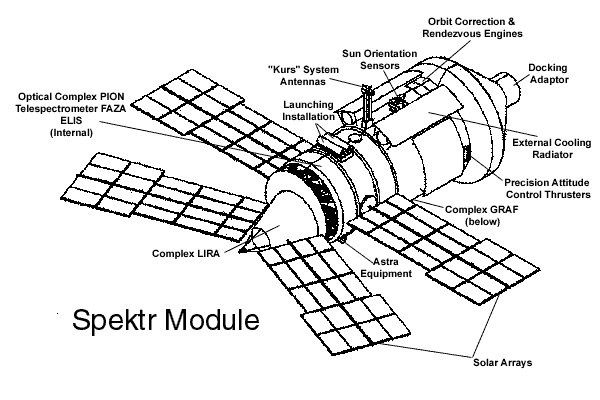
Diagrama do Spektr. Na traseira, o adaptador para acoplagem na Mir.

Spektr (em russo:  Спектр) foi o quinto módulo da estação espacial russa Mir, criado para observação remota do meio-ambiente da Terra, contendo equipamento de pesquisa da superfície e da atmosfera. O módulo também continha quatro painéis solares que forneciam metade de força da estação.
O módulo, com 9m de comprimento e 4,35m de diâmetro, foi originalmente criado como parte de um programa militar secreto sob o código 'Oktant' e planejado para realizar experiências ligadas à vigilância espacial e testar defesas antimíssil. Os instrumentos de vigilância foram montados na parte externa do módulo, na parte oposta ao ponto de acoplagem. Neste local, também existiam dois lançadores de alvos artificiais. O coração da carga transportada pelo Spektr era um telescópio ótico experimental chamado 'Pion'. 
Entre outros instrumentos, o módulo continha um detector de gás interestelar, um medidor de altitude das nuvens, um espectrômetro de absorção, um fotômetro e um espectrômetro para estudo da superfície terrestre.
Porém, com o fim da Guerra Fria, o colapso da então União Soviética e a redução do orçamento do programa espacial da renascida Rússia, o módulo nunca foi ao espaço.
Na metade dos anos 1990, com a volta da cooperação espacial entre os Estados Unidos e a Rússia, a NASA providenciou fundos suficientes para que os módulos Spektr e Priroda pudessem ser completados, recebendo em troca o direito de colocar 700 kg de experimentos científicos instalados neles. Os componentes militares foram substituídos por uma área cônica destinada à montagem de mais dois painéis solares. Quando foi colocado em órbita e acoplado à Mir, o Spektr serviu de acomodação e local de trabalho para os astronautas norte-americanos integrantes do programa conjunto Mir-ônibus espacial, até a colisão ocorrida em 1997.

## Colisão

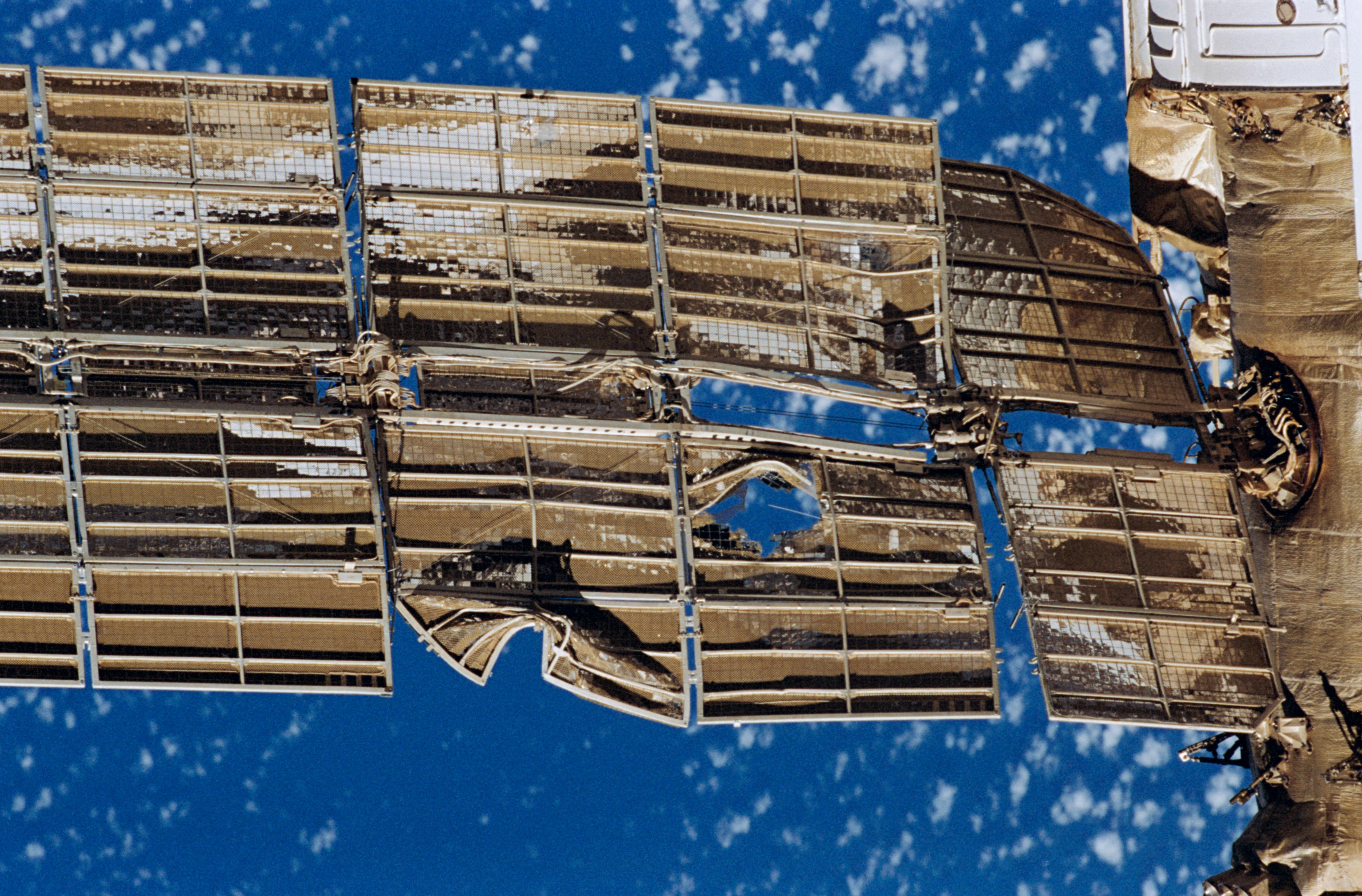
Painel solar do Spektr danificado após a colisão.

Em 25 de junho de 1997, uma nave de suprimentos não-tripulada Progress chocou-se com o Spektr durante manobra de acoplagem em outro módulo da estação. A colisão danificou os painéis solares do módulo e perfurou sua estrutura, causando uma descompressão instantânea em seu interior. O módulo foi imediatamente selado, para prevenir uma despressurização de toda a estação, mas para isso foi necessário também que os cabos de força dos painéis solares instalados nele fossem cortados.
Em agosto, uma 'caminhada espacial' interna no módulo, feita pelos cosmonautas Anatoly Solovyev e Pavel Vinogradov, da missão Soyuz TM-26, vestidos em trajes espaciais por causa do vácuo no local e depois de fazer modificações na escotilha que ligava o módulo à estação, para permitir que passassem pela abertura com suas largas roupas, conseguiu restabelecer estas conexões vitais, fazendo com que a Mir conseguisse readquirir 70% da capacidade de força elétrica existentes antes da colisão, após o que o módulo foi abandonado e isolado do restante do complexo da Mir.
O Spektr permaneceu em órbita junto com a estação até 23 de março de 2001, quando a Mir foi deorbitada e trazida de volta à Terra, sendo desintegrada propositalmente na reentrada da atmosfera.